# Río Sunsiya
 (avril 2014).
Le río Sunsiya est une rivière de Colombie et un affluent du río Caguán, donc un sous-affluent de l'Amazone par le río Caquetá.
Sunsiya signifie « Quebrada de los mosquitos » (Vallée aux moustiques encaissée). Les Blancs ont transformé la terminaison en lia : Sunsilia, .

## Géographie
Le río Sunsiya prend sa source dans le département de Caquetá, à la frontière entre les municipalités de Cartagena del Chairá et Montañita. Il coule ensuite vers le sud-est avant de rejoindre le río Caguán.